# Bodyline

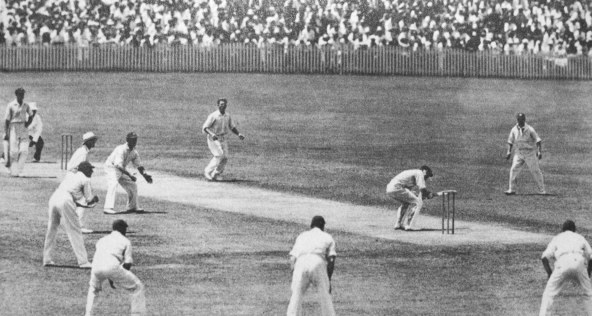
Piłkę zgodnie z regułą bodyline rzuca Harold Larwood, odbija Australijczyk Bill Woodfull. Zwraca uwagę nagromadzenie zawodników po lewej stronie, był to charakterystyczny element bodyline'u.

Bodyline, znana też jako fast leg theory to kontrowersyjna taktyka krykietowa opracowana przez reprezentację Anglii na turniej The Ashes w latach 1932–1933 jako sposób na ponadprzeciętne umiejętności australijskiego batsmana Donalda Bradmana. Polegała ona na celowaniu przez bowlera w ciało odbijającego w nadziei, iż ta po trafieniu weń poleci na leg side, gdzie już czekało na nią kilku fielderów.
Jej stosowanie doprowadziło do pogorszenia stosunków dyplomatycznych między obu państwami a także do zmiany zasad krykieta.